# پل ایوانز (مدیر فوتبال)
پل ایوانز (انگلیسی: Paul Evans؛ زادهٔ) بازیکن فوتبال اهل بریتانیا است.
از باشگاه‌هایی که در آن بازی کرده‌است می‌توان به باشگاه فوتبال منزفیلد تاون و باشگاه فوتبال برتون آلبیون اشاره کرد.